# Yaffa Eliach
Yaffa Eliach (ur. 31 maja 1935 w Ejszyszkach, zm. 8 listopada 2016 w Nowym Jorku) – amerykańska historyczka, pisarka i wykładowczyni studiów judaistycznych i o Holokauście, pochodzenia żydowskiego.

## Życiorys
Yaffa Sonenson urodziła się w 1935 w Ejszyszkach. W tym czasie w mieście mieszkało około 3000 Żydów, którzy stanowili znaczną część jego ludności. W mieście istniało wiele żydowskich instytucji, które łączyły klasyczny judaizm litwacki z nowoczesną haskalą (edukacją), a także z szeroko rozpowszechnioną działalnością ruchu syjonistycznego. Po zajęciu wschodniej części Polski przez Związek Radziecki we wrześniu 1939 r. miasto wraz z całym regionem wileńskim zostało wcielone do Litwy. Żydowskie struktury edukacyjne, kulturalne i młodzieżowe zostały zamknięte przez Sowietów wraz z aneksją Litwy do Związku Radzieckiego latem 1940 r.
Nazistowskie Niemcy zdobyły Ejszyszki w czerwcu 1941 r. i przez dwa dni, pod koniec września, prawie wszyscy Żydzi w mieście zostali zamordowani na miejscowym cmentarzu żydowskim przez Einsatzgruppe A. W przeddzień masakry sześcioletnia Yaffa uciekła ze swoimi rodzicami: Mosze i Zipporah (z domu Katz) i jej bratem Icchakiem. Ukrywała się u Antoniego Gawryłkiewicza. Rodzina przenosiła się ze schronienia do schronienia, uciekając kilka razy przed śmiercią, aż do wyzwolenia Ejszyszk przez Armię Czerwoną w lipcu 1944 r. Zipporah i jej dziecko urodzone podczas wojny, zostali zabici przez Armię Krajową w październiku 1944 r.
Jaffa wyemigrowała do Izraela w 1946 r., gdzie zamieszkała ze swoim wujem, Szmuelem Sonensonem, a potem ponownie spotkała się z bratem i ojcem. W 1953 roku wyszła za mąż za rabina Davida Eliacha i para przeniosła się do Stanów Zjednoczonych, gdzie Yaffa rozpoczęła studia akademickie na Brooklyn College. Ukończyła doktorat z historii i literatury rosyjskiej na City University of New York w 1973 r., a następnie utworzyła Center for Holocaust Studies na Brooklynie. Była jednym z pionierów badań i edukacji o Holokauście w Stanach Zjednoczonych oraz jednym z pierwszych badaczy, którzy zebrali i oparli swoje badania na ustnych zeznaniach osób, które przeżyły Holokaust. W 1978 r. została powołana do komisji prezydenta Jimmy’ego Cartera ds. Holokaustu, kierowanej przez prof. Elie Wiesela. Komisja doprowadziła, między innymi, do ustanowienia Muzeum Holokaustu w Stanach Zjednoczonych w Waszyngtonie w 1993 r. Eliach przez wiele lat była dyrektorem muzeum. Około 1500 zdjęć z jej osobistych archiwów stanowi „Wieżę Twarzy”, która stała się najważniejszą ekspozycją stałą w muzeum. Eliach zmarła w Nowym Jorku 8 listopada 2016 r. i została pochowana w Izraelu. Rodzina Yaffy ofiarowała jej dorobek Jad Waszem w Jerozolimie.